# Alytus Sportas Arena
Alytus Sportas Arena - przeznaczona do koszykówki hala sportowa znajdująca się w Olicie na Litwie. 
W hali tej swoje spotkania rozgrywa drużyna koszykarska KK Alita. Hala może pomieścić 1 500 widzów.